# Röcklingen
Röcklingen ist ein direkt am linken Siegufer gelegener Ortsteil der Gemeinde Windeck im Rhein-Sieg-Kreis in Nordrhein-Westfalen.

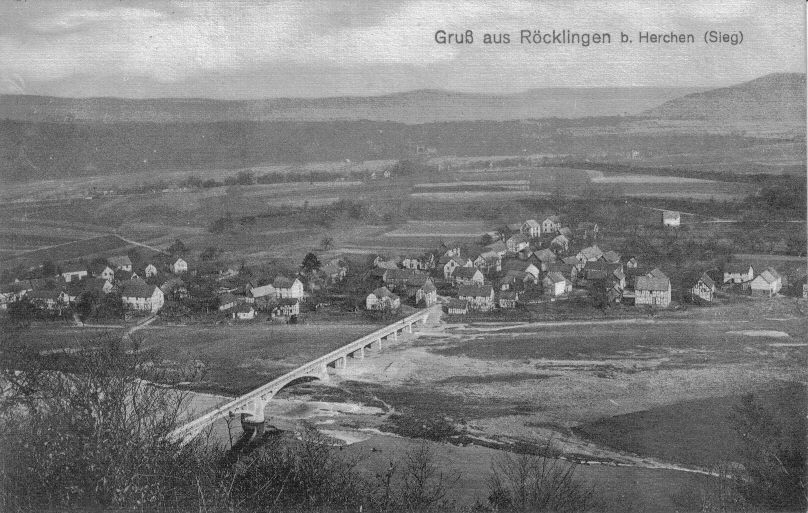
Röcklingen auf einer Postkarte von 1905

## Geschichte
Der Ort wurde 1138 erstmals als de Rukelingen genannt. Als erste Besitzerin der Burg Windeck-Alt  gilt die Gräfin Kunigunde von Bilstein, die sich auf dem Michelsberg in Siegburg begraben ließ. Dafür stiftete sie ein Gut in Braubach. In einer diesbezüglichen Urkunde von 1138 traten unter anderen als Zeugen auf: Cunradus de Rukelingin (Röcklingen), Gozwinus de Rospen (Rosbach), Heinricus de Sconebach (Schönenberg), Udo de Hanafo (Hennef), Thammo de Wimere (Weimar), Arnoldus de Cuchenbach (Kuchenbach bei Uckerath), Wicherus de Benesbure (Bensberg).

### Einwohner
- 1885 hatte der Ort 39 Häuser und 168 Einwohner.[3]
- 1925 gab es hier 42 Haushalte.[4]
- 1964 hatte Röcklingen 193 Einwohner, 1976 162 Einwohner.

## Infrastruktur
Röcklingen ist über eine Siegbrücke mit der Landesstraße 333 verbunden. Diese wurde durch das Sieghochwasser 1909 weggerissen und danach neu errichtet. Sonst ist Röcklingen nur über einen Wirtschaftsweg mit dem Weiler Ohmbach verbunden. Hinter Röcklingen verläuft die Eisenbahnlinie der Siegstrecke, wodurch Röcklingen in der Ausbauphase und in Kriegszeiten zeitweise eine Bahnstation hatte.

denkmalgeschützte Häuser in Röcklingen
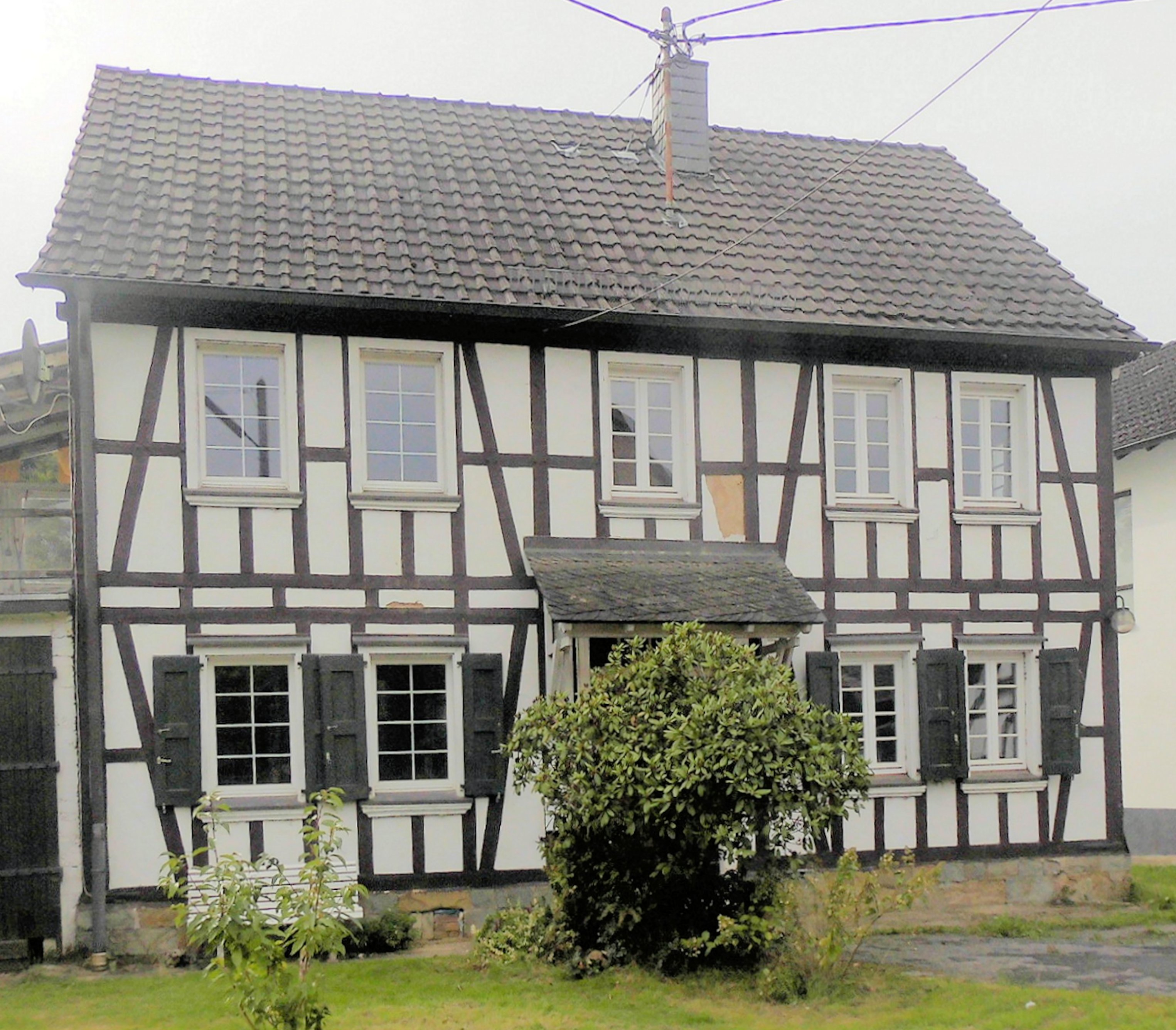
Forellenweg 8
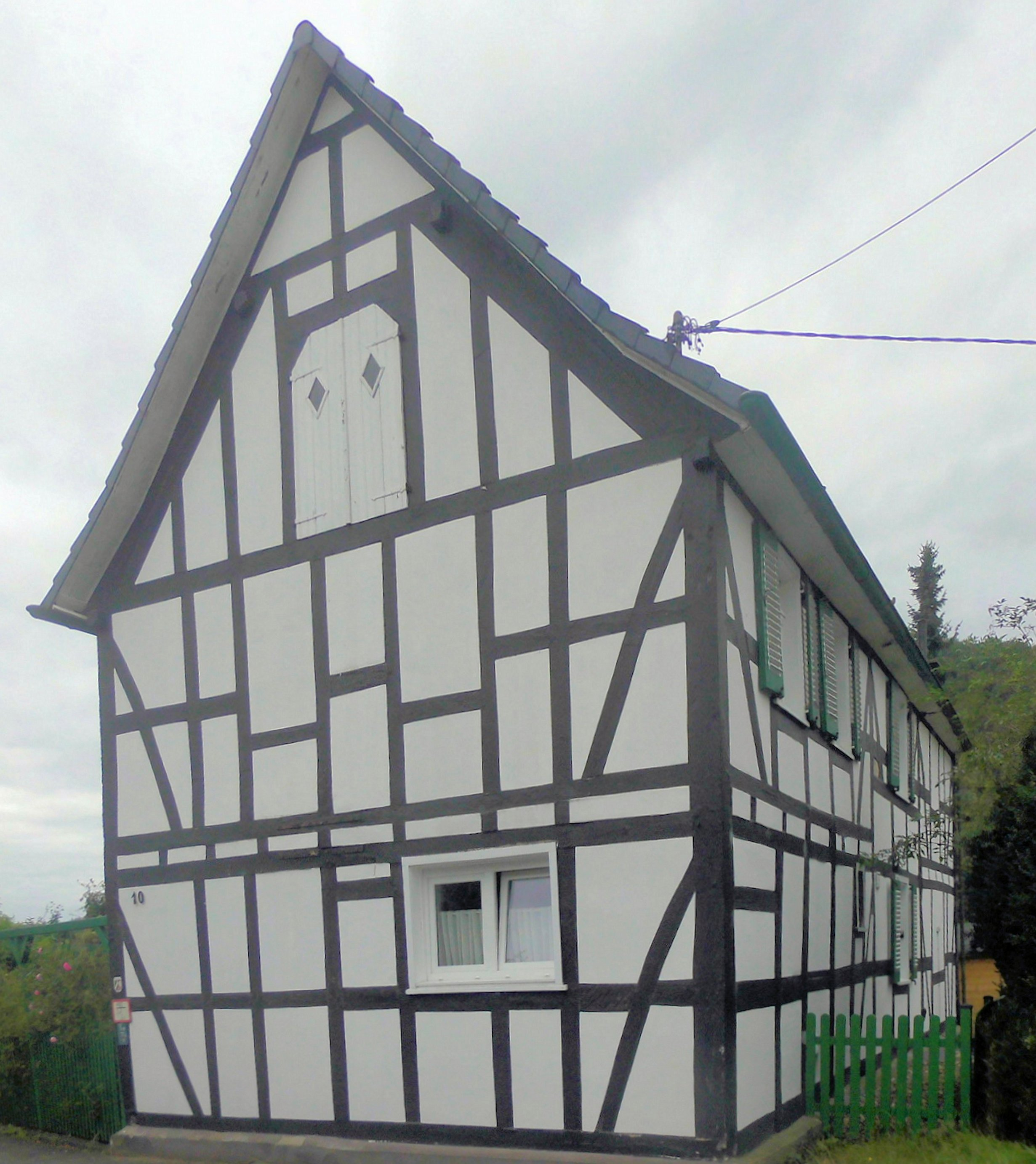
Forellenweg 10